# Jan Křivka
Jan Křivka (12. října 1926, Česká Huleč, Volyň, tehdejší Druhá Polská republika – 11. října 2013, Františkovy Lázně) byl český pravoslavný kněz (od roku 1949) a plukovník Československé armády ve výslužbě, účastník bojů o Dukelský průsmyk.
Působil jako duchovní správce chrámu svaté kněžny Olgy ve Františkových Lázních a Aši.

## Život
Jan Křivka se narodil do prosté rodiny ve volyňské vsi Česká Huleč, tehdy na území Polska jako nejmladší ze tří dětí. Jeho otec v době první světové války odešel na Volyň. Do té doby pracoval po absolvování vyšší školy v Petrohradu jako lodní technik a jako armádní písař. V Hulči se oženil s Češkou Annou Zajícovou. Oddával je její bratr Antonín Zajic, který byl v obci farářem. Zde se jim také narodily děti Tamara, Marie a Jan.
V době druhé světové války se Volyň dostala pod sovětskou a později pod německou nadvládu. Roku 1943 vstoupil šestnáctiletý Jan Křivka do pěšího praporu Svobodovy armády vedeného štábním kapitánem Khollem. S touto jednotkou se zúčastnil bojů v Dukelském průsmyku a dále při Slovenském národním povstání a osvobozování Československa, kde nakonec zůstal.
Po skončení války se usadil ve Vroutku na Lounsku, kam za ním posléze přesídlili také jeho rodiče. Na kněze byl vysvěcen arcibiskupem Jelevferijem v roce 1949. Byla mu svěřena duchovní správa pravoslavných farností ve Františkových Lázních a Aši.

## Závěr života
Otci Janu Křivkovi byl věnován rozhlasový pořad v rámci cyklu Příběhy 20. století tvůrčí skupiny Post Bellum. Pořad byl natočen 1. května 2012 ve Františkových Lázních, rozhovor vedla Tatiana Chrástová.
Otec Jan Křivka působil jako duchovní téměř šedesát let. Zemřel den před svými 87. narozeninami jako nejstarší presbyter české pravoslavné církve.